# Chiến dịch Gettysburg
Chiến dịch Gettysburg là một chuỗi các trận đánh diễn ra trong tháng 6 và tháng 7 năm 1863, thời Nội chiến Hoa Kỳ. Sau thắng lợi trong trận Chancellorsville, đại tướng Liên minh miền Nam Robert E. Lee đã dẫn Binh đoàn Bắc Virginia bắc tiến, tấn công vào lãnh thổ các bang Maryland và Pennsylvania. Binh đoàn Potomac của Liên bang miền Bắc, do thiếu tướng Joseph Hooker và sau đó (từ ngày 28 tháng 6) là thiếu tướng George G. Meade chỉ huy, đã truy đuổi và đánh bại được Lee trong trận Gettysburg, nhưng lại để ông chạy thoát được về Virginia.
Quân đội của Lee bắt đầu rút khỏi vị trí đối diện với quân miền Bắc tại Fredericksburg, Virginia ngày 3 tháng 6 năm 1863. Trong khi họ dừng lại tại Culpeper, đã nổ ra trận đánh chủ yếu bằng kỵ binh lớn nhất trong toàn cuộc Nội chiến tại Brandy Station vào ngày 9 tháng 6. Quân miền Nam vượt qua dãy núi Blue Ridge và tiến lên phía bắc qua thung lũng Shenandoah, đánh chiếm đồn binh của miền Bắc tại Winchester, Virginia trong trận Winchester thứ hai, từ 13 đến 15 tháng 6. Quân đoàn II của Lee băng qua sông Potomac, tiến vào Maryland và Pennsylvania, đến được sông Susquehanna và đe dọa thủ phủ Harrisburg của Pennsylvania. Tuy nhiên, Binh đoàn Potomac đã truy đuổi và đến Frederick, Maryland trước khi Lee nhận ra rằng đối phương đã qua được sông Potomac. Lee liền gấp rút tập trung quân đội trong thị trấn giao lộ Gettysburg.
Trận Gettysburg là trận đánh lớn nhất trong Nội chiến Hoa Kỳ. Bắt đầu vào ngày 1 tháng 7, quân miền Nam đã giành thắng lợi đầu tiên trong việc đánh bật kỵ binh miền Bắc và 2 quân đoàn bộ binh ra khỏi các vị trí phòng ngự và phải rút qua thị trấn, chạy lên đồi Cemetery. Ngày 2 tháng 6, khi phần lớn lực lượng hai bên đã có mặt đầy đủ, Lee phát động nhiều cuộc công kích dữ dội vào cả hai bên sườn của trận tuyền quân miền Bắc, nhưng đã bị đẩy ùi với thương vong nặng nề cho cả hai phía. Ngày 3 tháng 7, Lee cho tập trung lực lượng đánh vào trung tâm quân miền Bắc. Cuộc tấn công bộ binh quy mô lớn này, với tên gọi cuộc tấn công của Pickett, đã bị thất bại hoàn toàn, khiến cho Lee phải ra lệnh bắt đầu rút lui tối ngày 4 tháng 7.
Cuộc rút lui của quân miền Nam về Virginia gặp rất nhiều khó khăn do thời tiết xấu, điều kiện đường sá tồi tệ và các cuộc giao tranh với kỵ binh miền Bắc. Tuy nhiên, quân đội của Meade đã không hoạt động đủ tích cực để ngăn chặn Binh đoàn Bắc Virginia vượt sông Potomac và để cho họ chạy thoát an toàn trong đêm 13 - 14 tháng 7.